# Bompietro
Bompietro ist eine italienische Gemeinde in der Metropolitanstadt Palermo in der Autonomen Region Sizilien mit 1153 Einwohnern (Stand 31. Dezember 2023).

## Lage und Daten
Bompietro liegt 113 km südöstlich von Palermo. Die Gemeinde bedeckt eine Fläche von 42,4 km². Der Haupterwerb der Einwohner ist die Landwirtschaft und die Schafzucht.
Die Nachbargemeinden sind Alimena, Blufi, Calascibetta (EN), Gangi, Petralia Soprana, Resuttano (CL) und Villarosa (EN).

## Geschichte
Der Ort wurde im 17. Jahrhundert gegründet. Im Jahre 1852 wurde Bompietro eine selbstständige Gemeinde. Der Name der Gemeinde war bis 1929 Buompietro.

## Sehenswürdigkeiten
Die Pfarrkirche stammt aus dem Jahre 1792.